# False Bay Beach
False Bay Beach – dawna plaża (beach) w kanadyjskiej prowincji Nowa Szkocja, w hrabstwie Cape Breton, na ówczesnym zachodnim wybrzeżu zatoki False Bay (46°04′00″N, 59°52′57″W); nazwa urzędowo zatwierdzona 5 listopada 1953, zniesiona (z powodu zaniknięcia obiektu) 5 września 1974.